# Pont-Aven
Pont-Aven é uma comuna francesa na região administrativa da Bretanha, no departamento Finisterra. Estende-se por uma área de 28,59 km². Em 2010 a comuna tinha 2 869 habitantes (densidade: 100,3 hab./km²).
Pont-Aven é designada "a cidade dos pintores" pelos numerosos pintores que aí estiveram, incluindo Gauguin.

## Geografia

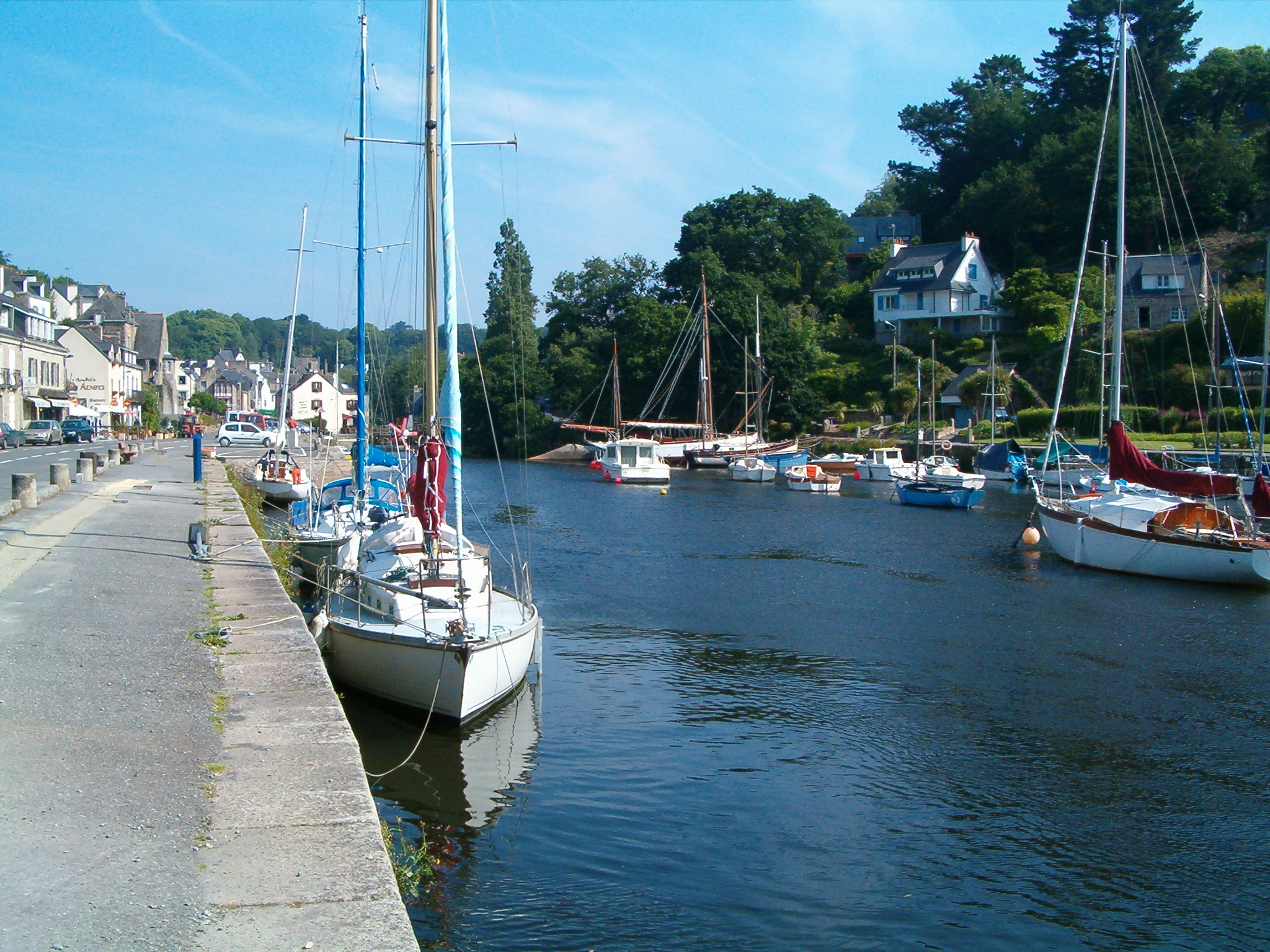
O porto de Pont-Aven.

A comuna de Pont-Aven é uma comuna próxima do litoral atlântico com o rio Aven a Este, em cujas margens se situa a pequena cidade Pont-Aven. As águas do rio penetram pelo meio de um caos de enormes rochedos antes de se encontrarem com o mar. Antigamente, essas águas animavam numerosos moinhos da pequena cidade. 
A comuna de Pont-Aven engloba vastas porções de território não urbanizadas que pertenciam à comuna de Nizon antes da sua fusão em 1954 com a de Pont-Aven.
A norte da cidade, está o bosque do Amor.

## Património

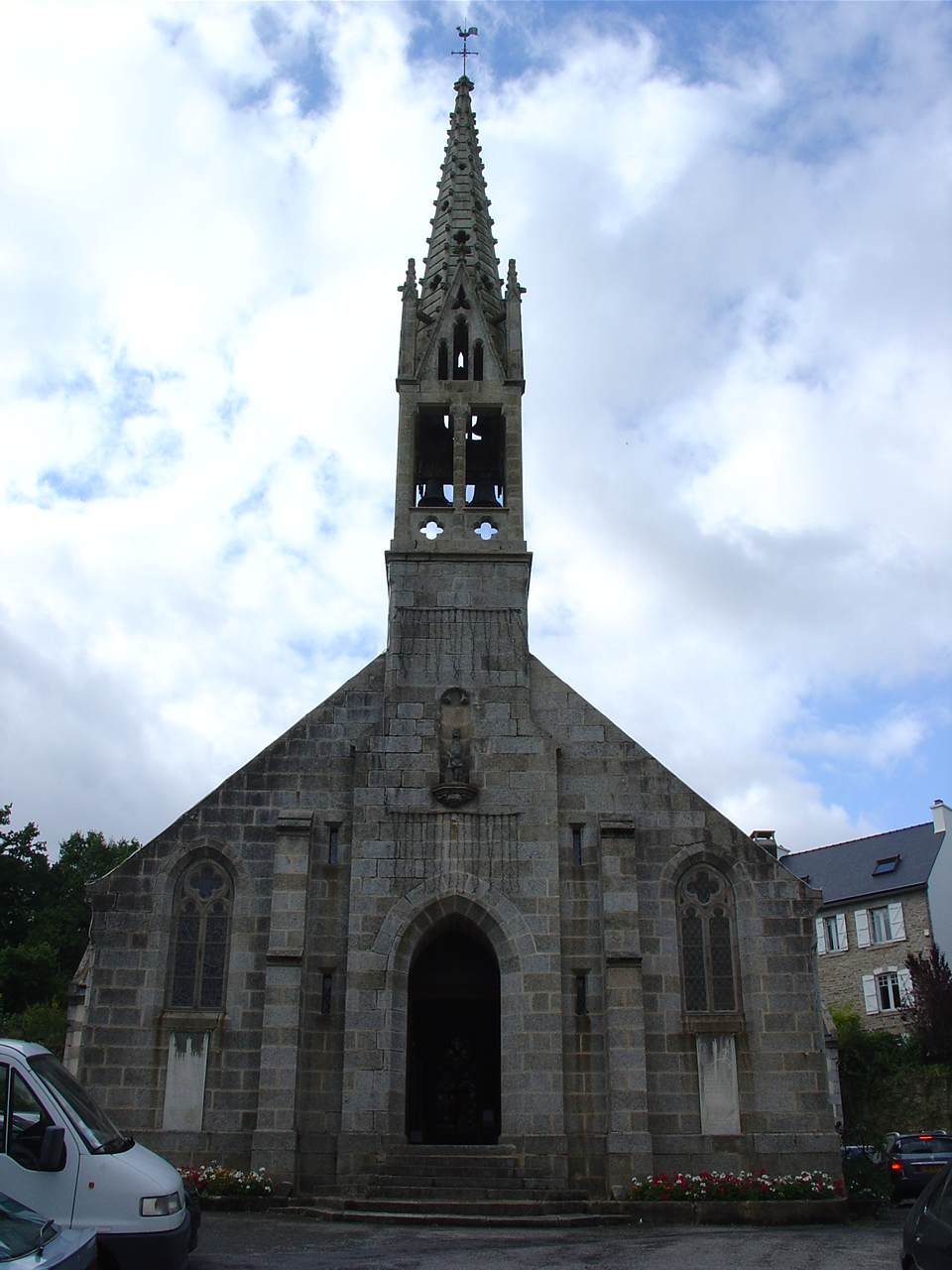
A igreja Saint-Joseph.

- O Museu das Belas-Artes de Pont-Aven está aberto desde 1985. Desde o início fez uma importante campanha de aquisição, tendo atualmente cerca de 850 obras, indo da Escola de Pont-Aven à arte contemporânea.

- A igreja Saint-Joseph foi reconstruída nos finais do Séc. XIX, sob os planos do arquiteto Joseph Bigot, no estilo neo-gótico.

- No centro da cidade, podem-se ver diversas casas antigas: na rue des Meunières ou place Delavallée. As mais antigas datam do Séc. XV.

- Ainda existem alguns moinhos, tais como: o moinho do Grand Poulguin (transformado em restaurante), o moinho de Rosmadec (restaurante gastronómico), o moinho David (que foi pintado por Gauguin).